# Mîropil, Solone
Mîropil (în ucraineană Миропіль) este un sat în comuna Dzerjînivka din raionul Solone, regiunea Dnipropetrovsk, Ucraina.

## Demografie
Componența lingvistică a localității Mîropil
     Ucraineană (98,13%)
     Rusă (1,87%)
Conform recensământului din 2001, majoritatea populației localității Mîropil era vorbitoare de ucraineană (98,13%), existând în minoritate și vorbitori de rusă (1,87%).